# Trachylepis albilabris
Espèce
Synonymes
- Euprepes albilabris Hallowell, 1857
- Mabuya albilabris (Hallowell, 1857)
- Euprepes frenatus Hallowell, 1857
- Euprepes aureogularis Müller, 1885

Trachylepis albilabris est une espèce de sauriens de la famille des Scincidae.

## Répartition
Cette espèce se rencontre en Guinée, en Côte d'Ivoire, au Ghana, au Cameroun, en Guinée équatoriale, au Gabon, en République démocratique du Congo et en Ouganda. Sa présence est incertaine au Sierra Leone, au Liberia, au Togo, au Bénin et au Nigeria.

## Étymologie
Son nom d'espèce, du latin, alba, « blanc », et labrum, « lèvre », lui a été donné en référence à la bande blanche présente au niveau de sa bouche.

## Publication originale
- Hallowell, 1857 : Notes of a collection of reptiles from the Gaboon country, West Africa, recently presented to the Academy of Natural Sciences of Philadelphia, by Dr. Herny A. Ford. Proceedings of the Academy of Natural Sciences of Philadelphia, vol. 9, p. 48-72 (texte intégral).